# Черченаско
Черченаско (італ. Cercenasco, п'єм. Sësnasch) — муніципалітет в Італії, у регіоні П'ємонт,  метрополійне місто Турин.
Черченаско розташоване на відстані близько 530 км на північний захід від Рима, 28 км на південний захід від Турина.
Населення — 1812 осіб (2014).
Щорічний фестиваль відбувається четвертої неділі вересня. Покровитель — святий Фірмін Ам'єнський.

## Демографія
Населення за роками:

Станом на 1 січня 2023 року в муніципалітеті офіційно проживало 78 іноземців з 16 країн, серед них 43 громадяни країн Євросоюзу.

## Сусідні муніципалітети
- Буріаско
- Кастаньоле-П'ємонте
- Скаленге
- Вігоне
- Вірле-П'ємонте